# IC 3527
IC 3527 је двојна звијезда у сазвјежђу Береникина коса која се налази на листи објеката дубоког неба у Индекс каталогу.
Деклинација објекта је + 26° 9' 15" а ректасцензија 12h 34m 42,2s.